# Guatteria decurrens
Guatteria decurrens är en kirimojaväxtart som beskrevs av Robert Elias Fries. Guatteria decurrens ingår i släktet Guatteria och familjen kirimojaväxter. Inga underarter finns listade i Catalogue of Life.